# Nicholas Bullingham
Nicholas Bullingham (a veces Bollingham, c. 1520-1576) fue un religioso británico. Fue nombrado obispo de Lincoln y, más tarde, en 1570, obispo de Worcester.

## Biografía

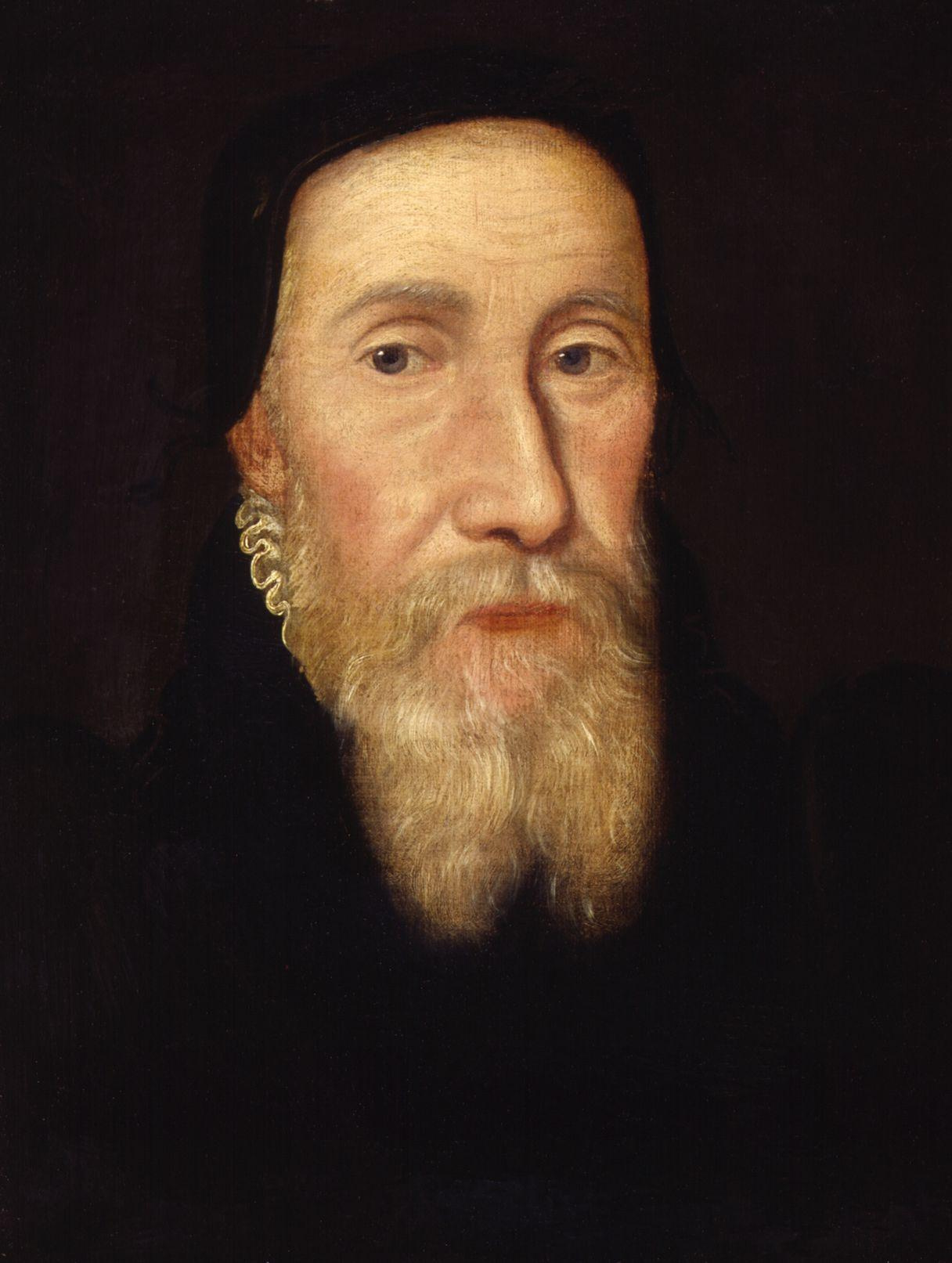
Edwin Sandys, obispo de Worcester fallecido en 1570.

Nicolás Bullingham nació en Worcester hacia 1520. Fue enviado a la Royal Grammar School de Worcester, para después acudir a la Universidad de Oxford. En 1543 se convirtió en miembro de All Souls College. Posteriormente se graduó con un DCL por la Universidad de Cambridge.
Bullingham entró en la Iglesia, convirtiéndose pronto en capellán privado de la reina Isabel I. Luego fue nombrado obispo de Lincoln y, finalmente, regresó a su ciudad natal como obispo de Worcester. Sustituyó en el obispado a Edwin Sandys, fallecido en 1570. Bullingham permaneció en el cargo hasta su muerte, en 1576. Siendo obispo de Worcester, tuvo el honor de saludar a la reina en su visita a la ciudad en 1575.
Bullingham está enterrado en la Catedral de Worcester.

## Matrimonios
Nicholas Bullingham se casó en primer lugar con Margaret Sutton (fallecida en 1566), hija de Hamond Sutton de Washingborough, Lincolnshire, con la que tuvo dos hijos, Francisco (1553) y Nicolás (1566), y dos hijas, de idéntico nombre, Susan, las cuales murieron en 1561 y 1564, respectivamente.
Se casó en segundo lugar, hacia 1569, con Elizabeth Lok (1535–c.1581), viuda del concejal londinense Richard Hill, fallecido en 1568, y con el que tuvo trece hijos. Ella era hija de sir William Lok y de su primera esposa, Alice Spenser (fallecida en 1522). De su segunda esposa Bullingham tuvo un hijo, John (bautizado en 1570).